# Діаграма Пенроуза
Діаграма Пенроуза (названа за ім'ям фізика Роджера Пенроуза) - це двовимірна діаграма, що відображає причинні зв'язки між різними точками в часопросторі. Вона є свого роду розширенням діаграми Мінковського, де часовою віссю є вертикаль, просторовою — горизонталь, а похилі лінії під кутом 45° відповідають світловим променям. Найсуттєвіша різниця полягає в тому, що локально метрика в діаграмі Пенроуза конформно еквівалентна чинній метриці в просторі-часі. При цьому конформний фактор обирається таким чином, що весь нескінченний часопростір трансформується в діаграму Пенроуза скінченного розміру. Для сферично-симетричних часопросторів кожна точка діаграми відповідає 2-сфері.

## Основні властивості
Прямі лінії, що відповідають сталому часу та координаті є гіперболами, що виникають та збігаються в кутах діаграми. Ці точки являють собою "конформну нескінченість" для простору та часу.
Іноді ці діаграми називають ще діаграмами Пенроуза-Картера, на честь Бардона Картера та Роджера Пенроуза, що були першими, хто використовував ці даіграми у дослідженнях. Вони також називаються конформними діаграмами, або просто часопросторовими діаграмами.

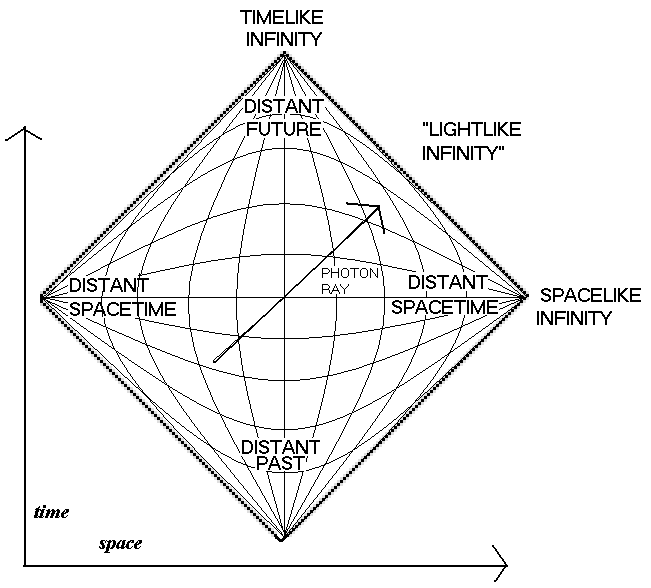
Діаграма Пенроуза нескінченного всесвіту Мінковського, горизонтальна вісь u, виртикальна - v

Дві лінії, накреслені під кутом 45°, повинні перетинатися на діаграмі, якщо відповідні два світлових промені перетинаються в справжньому часопросторі. Таким чином, діаграми Пенроуза використовують як лаконічну ілюстрацію для областей часопростору, придатних до спостереження. Діагональні граничні лінії діаграми Пенроуза відповідають нескінченості або сингулярності, де мають закінчуватися світлові промені. Таким чином, ця техніка корисна при досліджені асимптотичних властивостей часопростору та сингулярностей. Нескінченно статичні координати простору Мінковського {\displaystyle (x,t)} пов'язані з координатами Пенроуза {\displaystyle (u,v)} таким чином:
{\displaystyle \tan(u\pm v)=x\pm t}
Кути "діаманту Пенроуза", що відповідають часо- та простороподібній конформним нескінченостям дорівнюють {\displaystyle \pi /2}.

## Чорні діри
Діаграми Пенроуза часто використовуються для ілюстрації часопростору навколо чорних дір. Сингулярностям відповідає простороподібна границя, тоді як часоподібна границя відповідає звичайній просторово-часовій діаграмі. Це відповідає заміні часової та просторової координат на горизонт чорної діри (так як простір однонапрямлений всередині горизонту, а час однонапрямлений зовні горизонту). Сингулярність являє собою простороподібну границю і дає зрозуміти, що об'єкт, одного разу досягнувши горизонту, обов'язково потрапить в сингулярність, навіть якщо спробує від неї ухилитися.
Також Діаграми Пенроуза використовуються для ілюстрації часопростору навколо гіпотетичних червоточин, що пов'язують два окремі всесвіти, що є розширенням розв'язку Шварцшильда для чорних дір. Попередниками діаграм Пенроуза були діаграми Крускала-Секереша. Це також дало метод поділу горизонту подій на минуле та майбутнє та розщеплення сингулярності на минуле та майбутнє горизонтальними лініями (так як сингулярність "обрізає" всі шляхи до майбутнього, якщо вони потрапляють до чорної діри). Результатом є гіпотетичний об'єкт, що зветься сірою дірою, що, по суті, є білою дірою, що перетворюється на чорну діру після короткого відкриття червоточини, що з'єднує дві асимптотично пласкі часопросторові області, що звуться "всесвітами". Червоточина зачиняється (формуючи "майбутні" сингулярності) так швидко, що коридор між двома всесвітами вимагає надсвітлової швидкості, а тому є неможливим. Діаграми Пенроуза додали до діаграм Крускала-Секереша конформне стиснення областей плаского часо-простору далеко від діри.
Оскільки простороподібний коридор статичної чорної діри подолати неможливо, діаграми Пенроуза для електрично заряджених чорних дір, що обертаються, дають "внутрішній горизонт подій" (що лежить в майбутньому) та вертикальні сингулярності, що відкривають так звані "часоподібні червоточини", дозволяючи прохід до майбутніх всесвітів. У випадку діри, що обертається, існує всесвіт з "від'ємною гравітацією", фіксований через сингулярність кільцевої форми (зображену, проте, лінією на діаграмі), яку можна подолати, якщо вхід до діри близький до осі обертання.
Виходячи з усього того, що стосується червоточин, деякі науковці стверджують, що:
1. Це не описує типову чорну діру, що утворюється внаслідок колапсу зорі.
2. Випромінювання при обертанні, синє зміщення  світлових променів навколо чорної діри уможливлює проходження її наскрізь, а також робить можливим утворення нової сингулярності поза дірою.